# HD 119537
HD 119537，又名BD-04 3540，SAO 139516、HR 5163，是一颗恒星，视星等为6.51，位于銀經326.12，銀緯54.99，其B1900.0坐标为赤經13h 38m 41.9s，赤緯-4° 54.99′ 43″。